# Rjadino (Kaliningrad)
Rjadino (russisch Рядино, deutsch Raudszen, 1936 bis 1938 Raudschen, 1938 bis 1945 Rautengrund, auch: Bambe, 1938 bis 1945 Heidenanger (Ostpr.), litauisch Raudžiai, auch: Bambė) ist ein Ort in der russischen Oblast Kaliningrad. Er gehört zur kommunalen Selbstverwaltungseinheit Stadtkreis Neman im Rajon Neman.

## Geographische Lage
Rjadino liegt zehn Kilometer östlich der Rajonstadt Neman (Ragnit) an einer Nebenstraße, die von Gorino (Ober Eißeln) an der Regionalstraße 27A-025 (ex R508) über Bolschoje Selo (Unter Eißeln) nach hier führt. Der südöstliche Teil der Ortschaft (ehemals: Raudszen/Rautengrund) liegt an der Scheschupe (dt. Scheschuppe/Ostfluss, litauisch: Šešupė), der nordwestliche Teil (ehemals: Bambe/Heidenanger) liegt an der Memel (russisch: Neman). Eine Bahnanbindung gibt es nicht.

## Geschichte

### Raudszen (Rautengrund)
Raudszen war im 18. Jahrhundert ein königliches Bauerndorf. Es bestand aus verstreuten größeren und kleineren Höfen beiderseits der Szeszuppe. Der Ort gehörte zu den ältesten und größten Dörfern im Kirchspiel Groß Lenkeningken (heute russisch: Lesnoje). Wann die ersten Bewohner hier sesshaft wurden, ist nicht belegt, doch ist das wohl schon vor der Ordenszeit gewesen. Im Jahre 1874 wurde die Landgemeinde Raudszen Sitz und namensgebend für einen Amtsbezirk im Kreis Ragnit. Im Jahr 1928 wurden die beiden Gutsbezirke Aszolienen (s. u.) und Lenken (heute russisch Lagernoje) in die Landgemeinde Raudszen eingegliedert. 1929 wurde auch die Försterei Dachsberg angeschlossen (55° 2′ 11″ N, 22° 14′ 5″ O, nicht mehr vorhanden). 1936 wurde die Schreibweise des Ortes in Raudschen geändert und 1938 folgte die Umbenennung in Rautengrund. In Folge des  Zweiten Weltkriegs kam der Ort 1945 mit dem nördlichen Ostpreußen zur Sowjetunion.

#### Einwohnerentwicklung
| Jahr | Einwohner | Bemerkungen                                                   |
| ---- | --------- | ------------------------------------------------------------- |
| 1867 | 535       |                                                               |
| 1871 | 523       |                                                               |
| 1885 | 553       |                                                               |
| 1905 | 472       |                                                               |
| 1910 | 445       |                                                               |
| 1933 | 484       | Einschließlich Aszolienen, Dachsberg und Lenken               |
| 1939 | 515       | Einschließlich Aschelingen (Aszolienen), Dachsberg und Lenken |

#### Amtsbezirk Raudszen/Rautengrund (1874–1945)
Zwischen 1874 und 1945 bestand der Amtsbezirk Raudszen (ab 1936 „Amtsbezirk Raudschen“, ab 1939 „Amtsbezirk Rautengrund“) im Kreis Ragnit (ab 1922 Kreis Tilsit-Ragnit) mit folgenden Landgemeinden (LG) und Gutsbezirken (GB):
| Name                                | Änderungsname von 1938 | Russischer Name nach 1945 | Bemerkungen                                                                                             |
| ----------------------------------- | ---------------------- | ------------------------- | --- |
| Aszolienen (GB)                     | Aschelingen            |                           | 1928 nach Raudszen eingemeindet                                                                         |
| Bambe (LG)                          | Heidenanger (Ostpr.)   | Lugowoje                  | |
| Groß Lenkeningken (LG)              | Großlenkenau           | Lesnoje                   | |
| Lenken (GB)                         |                        | Lagernoje                 | 1928 nach Raudszen eingemeindet                                                                         |
| Lobellen (GB)                       |                        | Russino                   | Seit etwa 1880. Vorher war Lobellen ein Vorwerk vom Remontedepot Neuhof-Ragnit. Seit 1924 Landgemeinde. |
| Raudszen, 1936–1938: Raudschen (LG) | Rautengrund            | Rjadino                   | |
| Reisterbruch (LG)                   |                        | Sosnowka                  | |
| ab 1909: Giewerlauken (LG)          | Hirschflur             | Nikolskoje                | 1909 aus dem Amtsbezirk Galbrasten umgegliedert                                                         |
| ab 1909: Juckstein (LG)             |                        | Kraineje                  | 1909 aus dem Amtsbezirk Juckstein umgegliedert                                                          |
| ab 1930: Nettschunen (LG)           | Dammfelde (Ostpr.)     | Tuschino                  | 1930 aus dem Amtsbezirk Titschken umgegliedert                                                          |

#### Bemerkenswertes
In Rautengrund wurde das Pferd Julmond, einer der wichtigsten Trakehnerhengste gezüchtet. Es kam aus dem Stall des Bauern Mickoleit.

#### Aszolienen (Aschelingen)
55° 3′ 3″ N, 22° 15′ 17″ O
Aszolienen war im 18. Jahrhundert ein adeliges Vorwerk, das um 1860 zum Gut Lenken (heute russisch: Lagernoje) gehörte. 1874 wurde Aszolienen als eigenständiger Gutsbezirk in den neu gebildeten Amtsbezirk Raudszen im Kreis Ragnit eingegliedert. 1928 wurde der Gutsbezirk Aszolienen in die Landgemeinde Raudszen eingegliedert. Dort erfolgte 1938 die Umbenennung des Ortes in Aschelingen.
Ob der Ort nach 1945 noch wiederbesiedelt wurde, ist unbekannt. Die verlassene Ortsstelle befindet sich heute im Rajon Krasnosnamensk.

##### Einwohnerentwicklung
| Jahr | Einwohner |
| ---- | --------- |
| 1867 | 57        |
| 1871 | 58        |
| 1885 | 61        |
| 1905 | 29        |
| 1910 | 41        |
| 1925 | 36        |

### Bambe (Heidenanger) / Lugowoje
55° 2′ 48″ N, 22° 10′ 15″ O
Das idyllisch am Bambe-Teich, einem toten Arm der Memel gelegene Bambe bestand im 18. Jahrhundert nur aus einem Anwesen, wo man sich mit der Produktion von Heu für die Pferdezucht beschäftigte. Im Laufe des 19. Jahrhunderts entstand dort ein Vorwerk, das zunächst zum Gut Lenken gehörte. Daneben gab es eine Forstkolonie, die 1874 in eine Landgemeinde umgewandelt wurde, welche dem neu gebildeten Amtsbezirk Raudszen zugeordnet wurde. Das Vorwerk Bambe gehörte nun zum Remontedepot Neuhof-Ragnit und seit etwa 1880 zum Gutsbezirk Lobellen. Bambe war Schulort, zunächst mit einer einklassigen, seit etwa 1900 mit einer zweiklassigen Volksschule, die für 60 Kinder ausgelegt war und auch für Reisterbruch und (teilweise ?) Raudszen zuständig war. 1938 wurde der Ort in Heidenanger (Ostpr.) umbenannt.
Nach Ende des Zweiten Weltkrieges kam der Ort mit dem nördlichen Ostpreußen zur Sowjetunion. Er wurde im Jahr 1950 in Lugowoje umbenannt und dem Dorfsowjet Bolschesselski im Rajon Sowetsk zugeordnet. Am nun osero Jasykowoje genannten Teich wurde ein Ferienlager für Kinder eingerichtet.

#### Einwohnerentwicklung
| Jahr | Einwohner | Bemerkungen                   |
| ---- | --------- | ----------------------------- |
| 1867 | 182       |                               |
| 1871 | 193       | Auf dem Vorwerk zusätzlich 24 |
| 1885 | 187       | Auf dem Vorwerk zusätzlich 17 |
| 1905 | 176       | Auf dem Vorwerk zusätzlich 20 |
| 1910 | 148       |                               |
| 1933 | 195       |                               |
| 1939 | 178       |                               |

### Rjadino
Im Jahr 1947 wurde Raudszen (Rautengrund) in Rjadino umbenannt und gleichzeitig dem Dorfsowjet Bolschesselski selski Sowet im Rajon Sowetsk zugeordnet. Vor 1975 wurde der Ort Lugowoje (s. o.) an Rjadino angeschlossen. Von 2008 bis 2016 gehörte Rjadino zur städtischen Gemeinde Nemanskoje selskoje posselenije und seither zum Stadtkreis Neman.

#### Einwohnerentwicklung
| Jahr | Einwohner |
| ---- | --------- |
| 1984 | ~ 40      |
| 2002 | 36        |
| 2010 | 14        |

## Kirche
Sowohl die Bevölkerung von Raudszen/Raudschen resp. Rautengrund als auch von Bambe resp. Heidenanger war vor 1945 fast ausnahmslos evangelischer Konfession. Beide Dörfer waren bis 1897 in die Kirche in Ragnit eingepfarrt, danach in das neu gegründete Kirchspiel Groß Lenkeningken (der Ort hieß von 1938 bis 1946: Großlenkenau, heute russisch: Lesnoje). Beide waren Teil der Diözese Ragnit im Kirchenkreis Tilsit-Ragnit innerhalb der Kirchenprovinz Ostpreußen der Kirche der Altpreußischen Union. Heute liegt Rjadino im weitflächigen Einzugsbereich der neu entstandenen evangelisch-lutherischen Gemeinde in Sabrodino (Lesgewangminnen, 1938 bis 1946 Lesgewangen) innerhalb der Propstei Kaliningrad (Königsberg) der Evangelisch-lutherischen Kirche Europäisches Russland.